# Парламентские выборы в Сан-Марино (1938)
Парламентские выборы в Сан-Марино проходили 29 мая 1938 года. Как всегда после апреля 1923 года Фашистская партия Сан-Марино была единственной партией, участвовавшей в выборах. Фашисты получили все 60 мест парламента.
Капитаном-регентом вновь стал секретарь фашистской партии Джулиано Гоци.

## Результаты
| Партия                               | Голоса | %     | Мест |
| ------------------------------------ | ------ | ----- | ---- |
| Фашистская партия Сан-Марино         | 2 916  | 100   | 60   |
| Недействительных/пустых бюллетеней   | 0      | –     | –    |
| Всего                                | 2 916  | 100   | 60   |
| Зарегистрированных избирателей/ Явка | 3 715  | 78,,5 | –    |
| Источник: Nohlen & Stöver            |        |       |      |